# Igreja Matriz de Oliveira do Conde
A Igreja Matriz de Oliveira do Conde (c. século XII – XIX) é um templo católico localizado em Oliveira do Conde, Distrito de Viseu.

## Características
A construção original (século XII?) sofreu profundas transformações, em particular nos séculos XVIII e XIX. Da edificação medieval sobrevive a capela-mor, de cobertura em abóbada nervurada gótica, a que se acede através de um arco, gótico-manuelino, decorado com florões. Essa capela acolhe o notável túmulo de cavaleiro Fernão Gomes de Góis (valido de D. João I e membro do Conselho do Rei), de João Afonso, datado de 1440 (classificado como Monumento Nacional desde 1910).
O retábulo principal, em talha dourada, data de 1745 e integra, num nicho lateral, uma imagem de S. Pedro (orago da freguesia), em pedra de Ançã policromada, atribuída a Diogo Pires-o-Velho. No corpo da igreja abrem-se duas capelas, uma das quais dedicada a Nossa Senhora do Rosário e, a outra, ao Santo Cristo, integrando um retábulo setecentista entalhado por Francisco de Almeida.

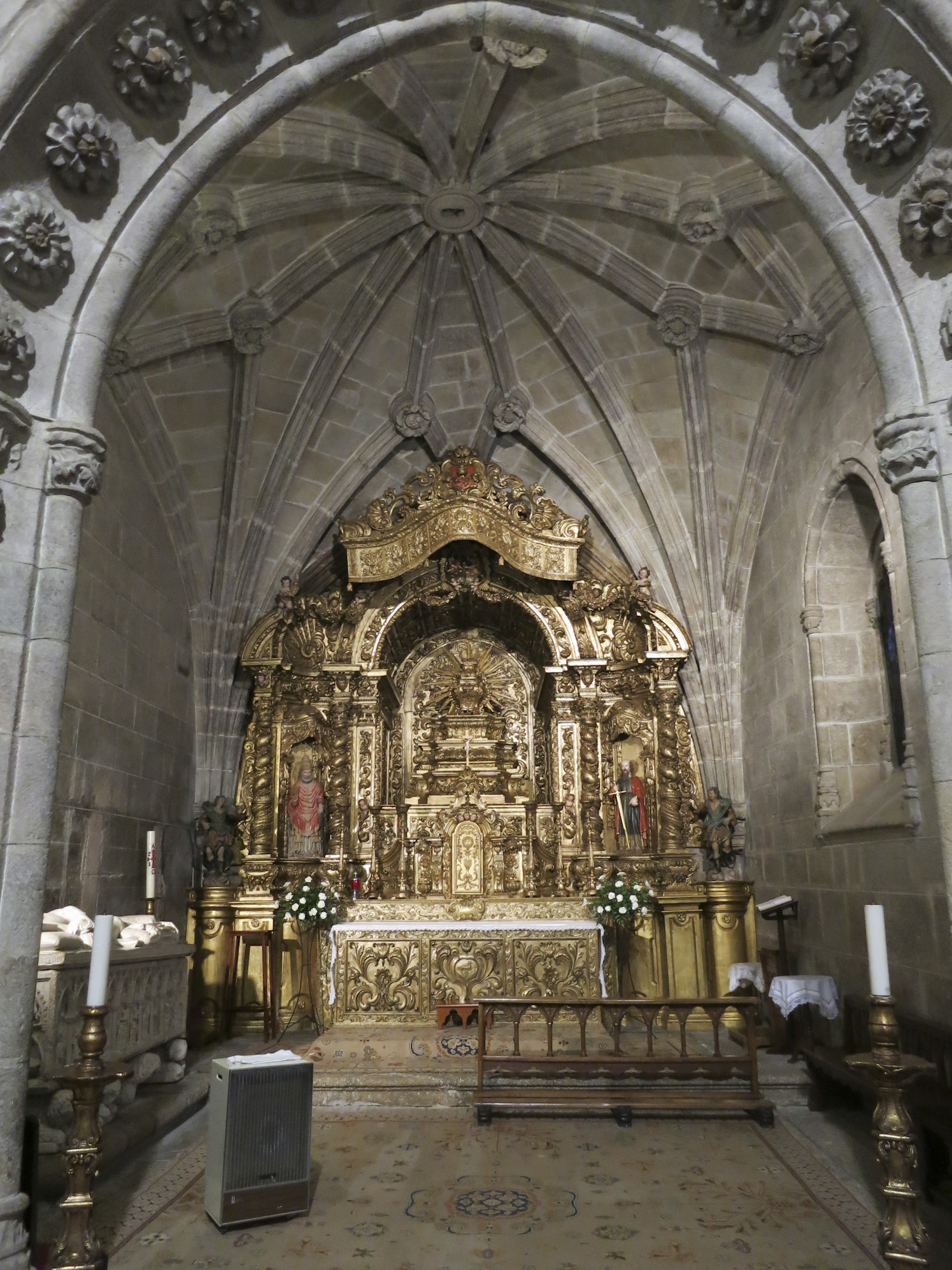
Capela-mor
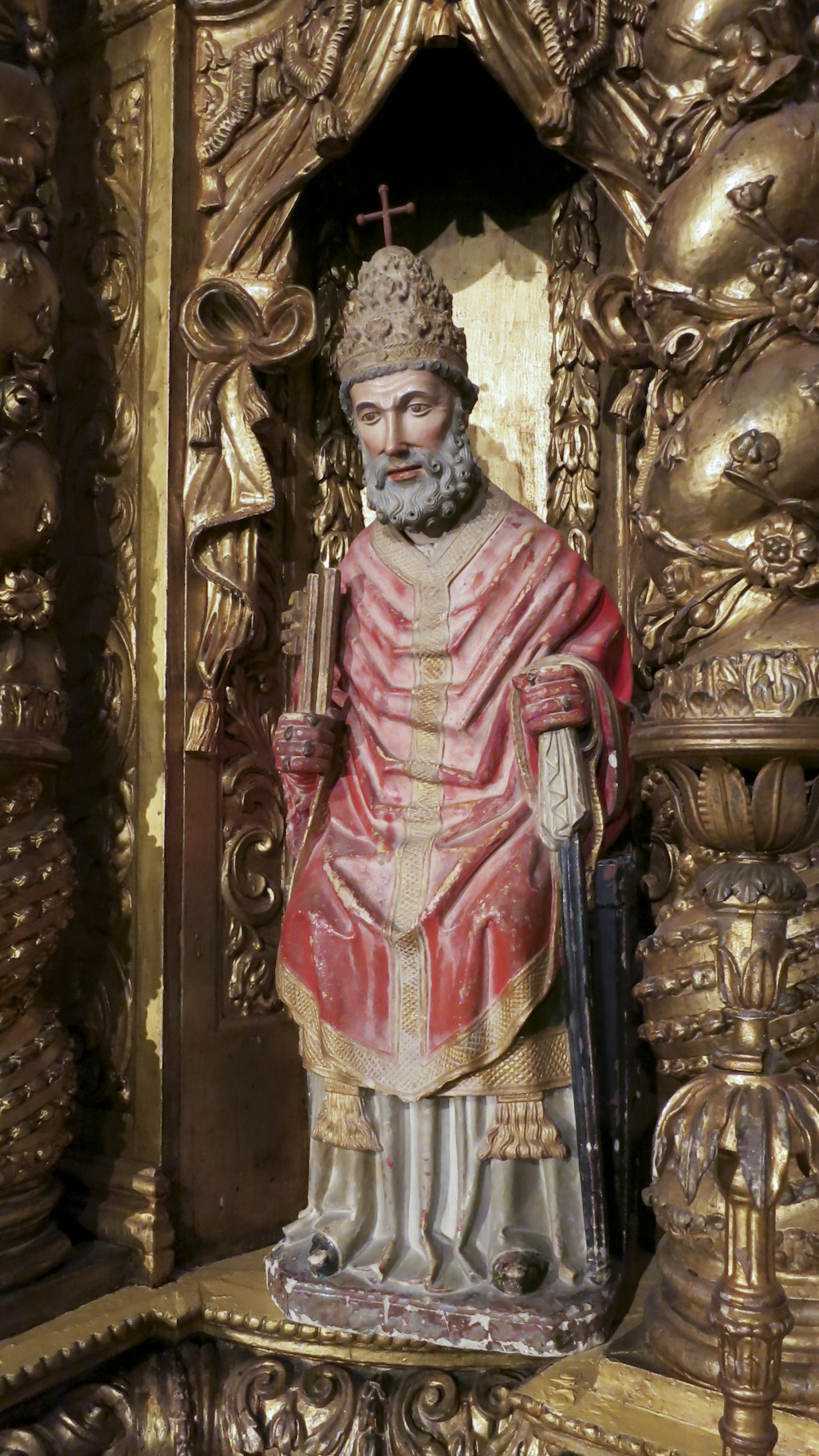
Diogo Pires-o-Velho, S. Pedro
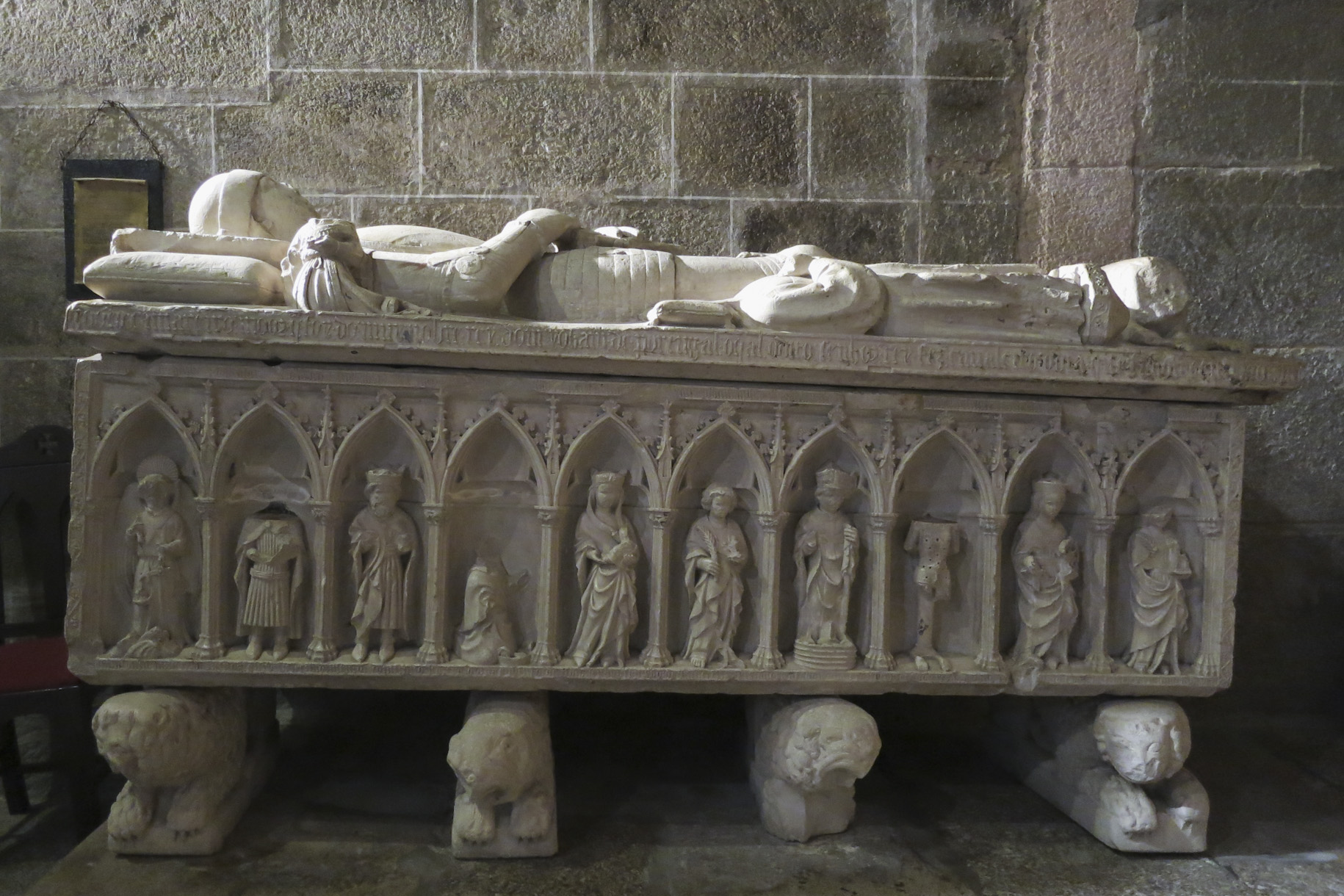
João Afonso, Túmulo de Fernão Gomes de Góis